# 1824 Haworth
1824 Haworth је астероид главног астероидног појаса чија средња удаљеност од Сунца износи 2,884 астрономских јединица (АЈ).
Апсолутна магнитуда астероида је 11,4.